# Sierras de Córdoba
. 

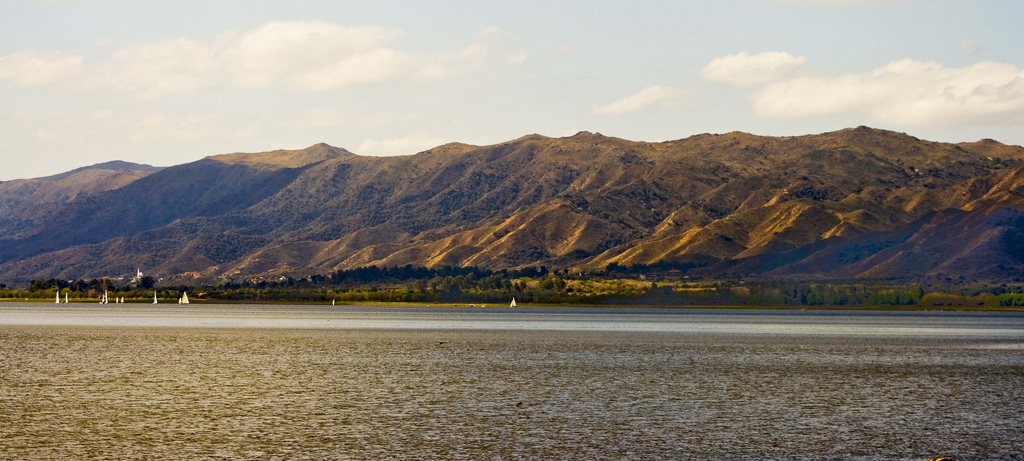
Paesaggio nelle Sierras de Córdoba.

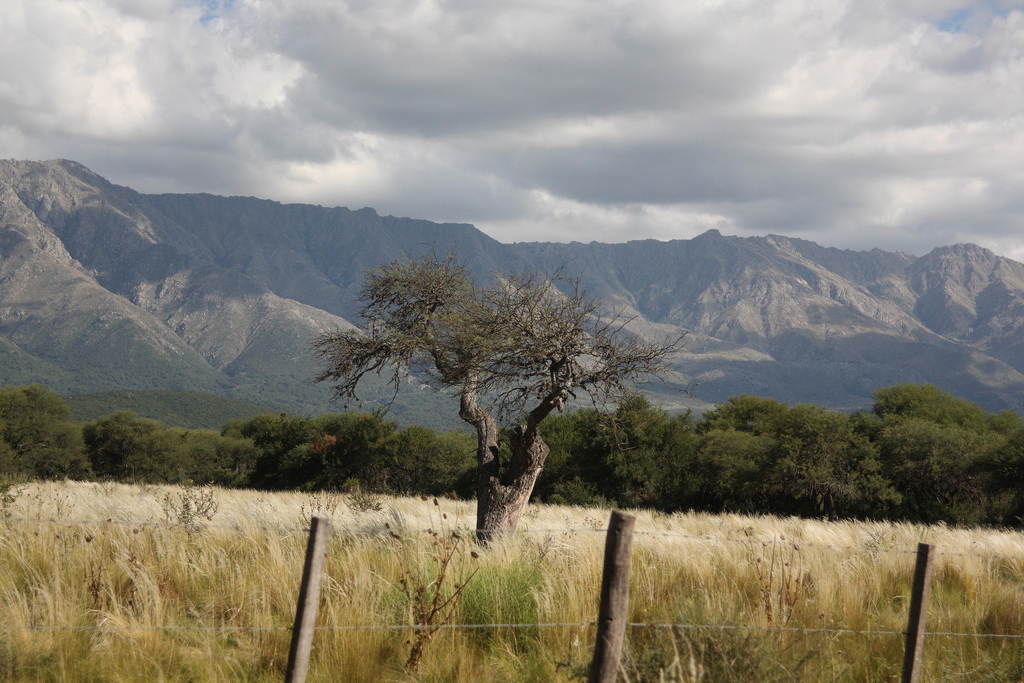
Le Sierras de Córdoba viste dai dintorni di Nono.

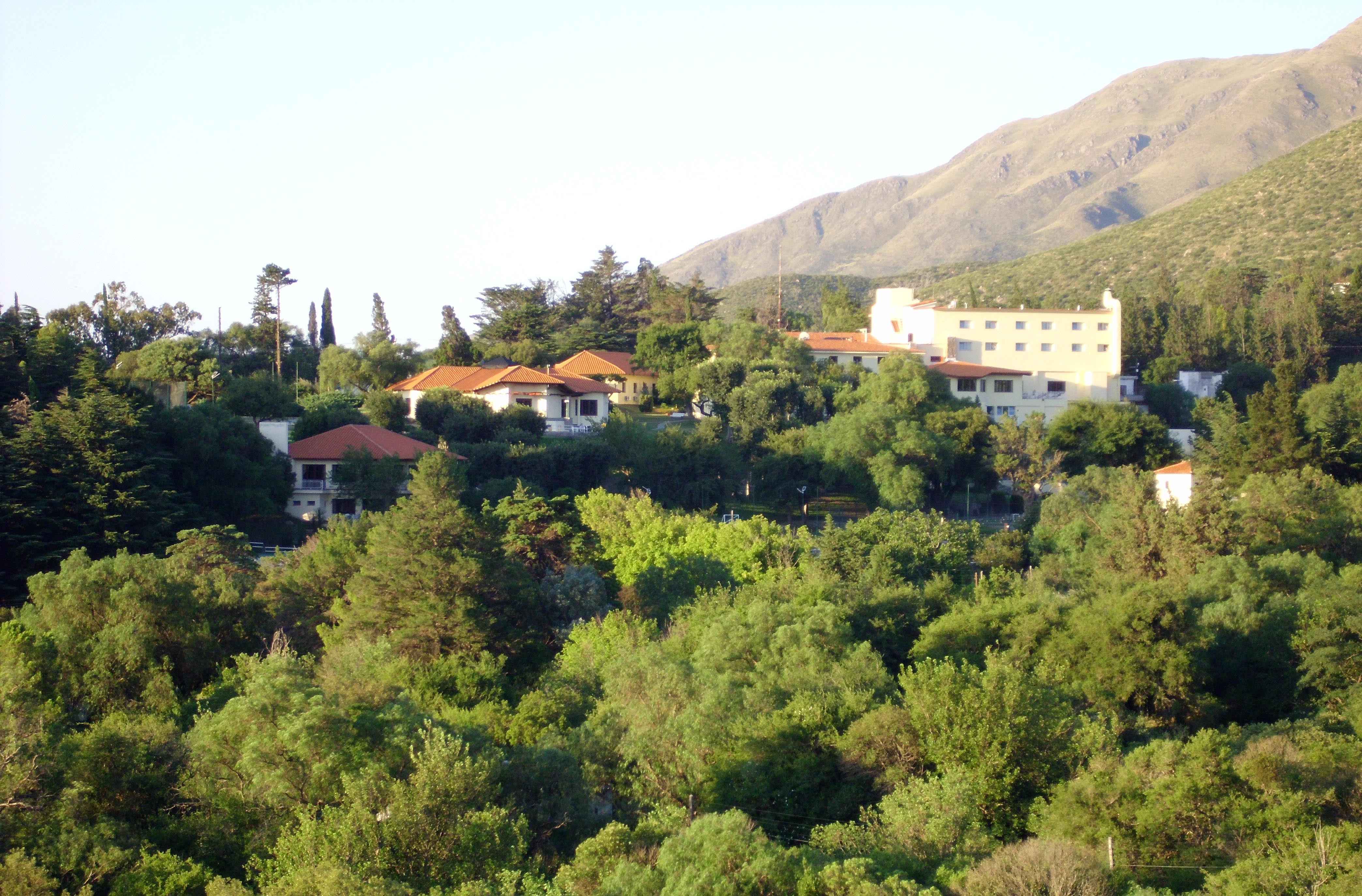
Los Cocos.

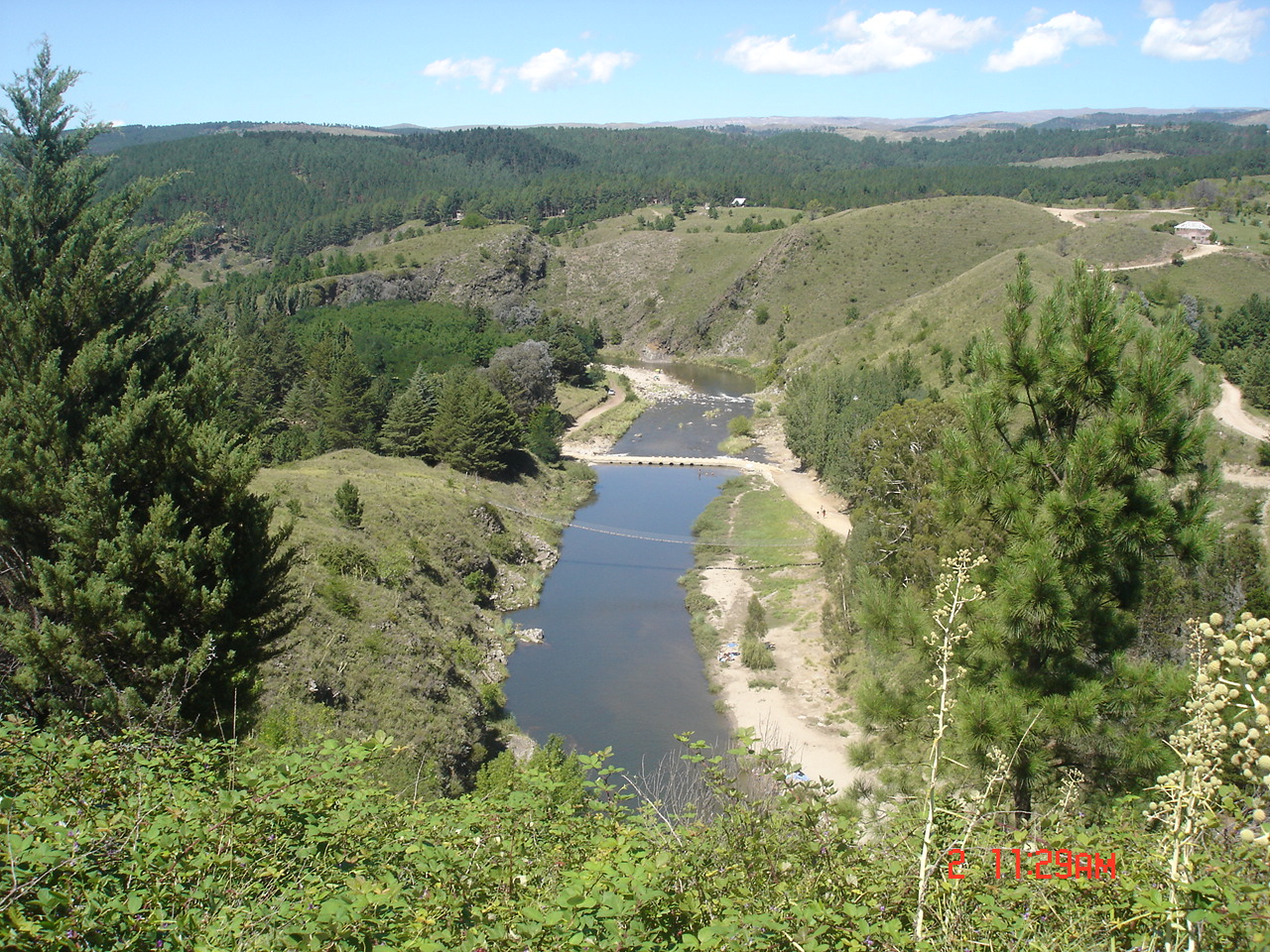
Fiume Durazno

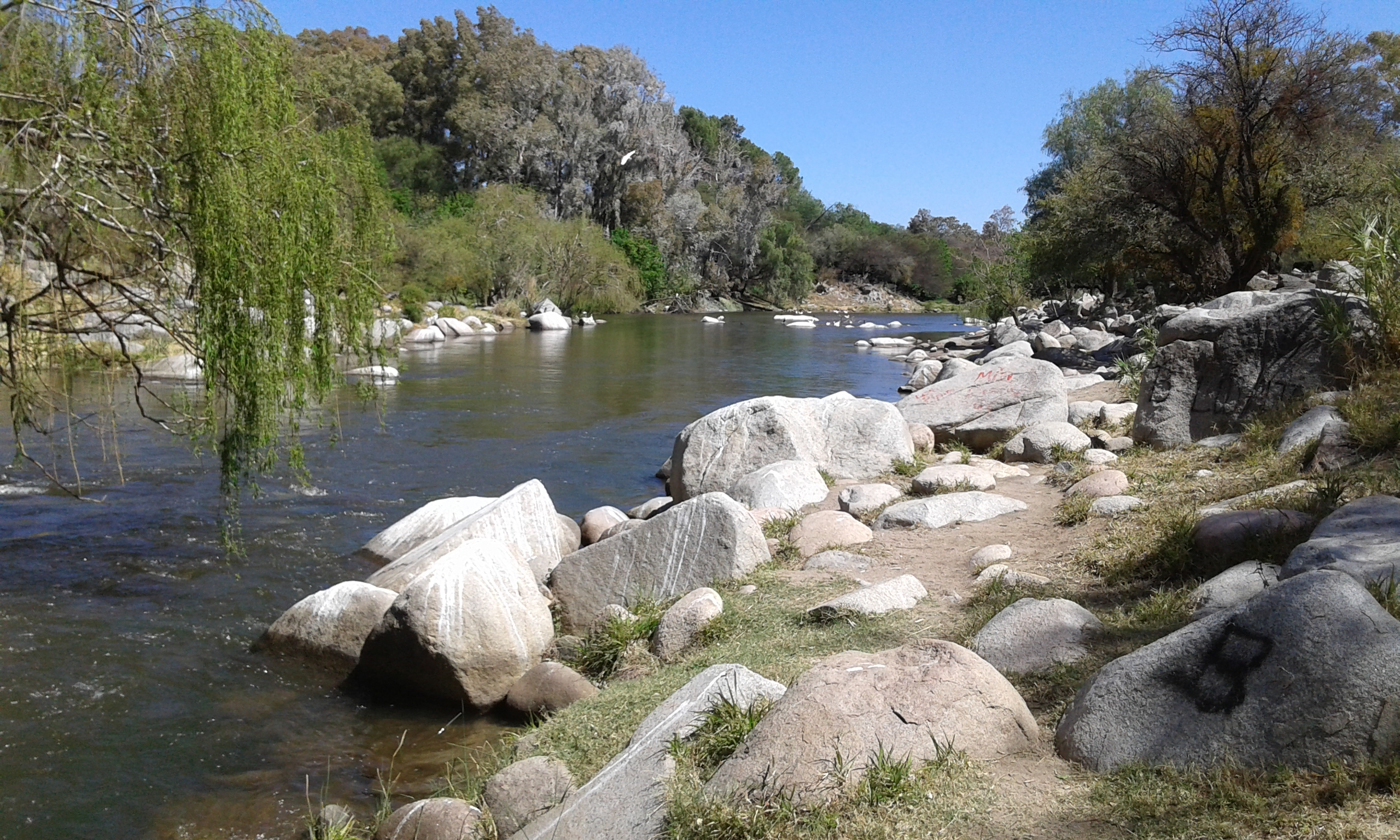
Fiume Cruz del Eje

Le Sierras de Córdoba sono una regione geografica e turistica montagnosa ubicata quasi interamente nella parte nordoccidentale della Provincia di Córdoba in Argentina. Solo il settore sudorientale appartiene alla Provincia di San Luis. Le sierras sono posizionate al centro del settore continentale dell'Argentina.

## Caratteristiche
Si caratterizzano per formazioni montuose (sierras) di media altezza; la vetta più elevata è il Cerro Champaquí (2884 mslm) situato a est della cittadina di Villa Dolores, che costituisce l'estremo meridionale della regione delle Sierras Pampeanas.
In questa zona si trovano quattro catene montuose principali che, andando da est a ovest, sono: 
- le Sierras Chicas, che hanno generalmente pendii dolci, tranne il versante occidentale del Cerro Uritorco e si prolungano verso nord nelle Sierras de Ambargasta;
- a ovest, quasi parallele alle Sierras Chicas e alle Sierras de Ambargasta, si trovano le più rurali Sierras Grandes e le Sierras de Pocho,
- le Sierras Grandes continuano verso sud nel prolungamento chiamato Sierra de Comechingones.

Queste catene montuose si estendono latitudinalmente da nord a sud per circa 490 km e longitudinalmente da est a ovest per circa 150 km, senza contare la catena satellite delle Sierras de San Luis.

## Origine e topografia
Le Sierras de Córdoba sono più antiche delle Ande, essendosi formate nel Paleozoico e da allora soggette a estensiva erosione; raggiungono la massima elevazione nel Cerro Champaquí (2884 mslm) situato a est della cittadina di Villa Dolores.
La parte settentrionale, chiamata Sierra de Norte, è considerevolmente più bassa e meno frastagliata. Al momento della loro formazione queste montagne formavano il confine tra il supercontinente Gondwana e l'Oceano Pacifico allora in fase di espansione; sono costituite prevalentemente di rocce metamorfiche come la quarzite, che si sono formate quando grandi quantità di sedimenti marini furono sottoposti a pressioni e calore estremamente elevati. Nel corso dell'Ordoviciano la regione fu soggetta a notevoli fenomeni di vulcanismo, i cui residui sono ormai pressoché completamente erosi, che hanno dato luogo alla formazione di numerosi laghi salati sul fianco occidentale della catena, che è sostanzialmente un altopiano collegato alla fascia pedemontana delle Ande.
Le Sierras de Córdoba dove si possono vedere gli effetti dell'orogenesi pampeana, deve il suo attuale aspetto all'orogenesi andina del Cenozoico.
La catena montuosa ha un contorno molto arrotondato con poche valli principali. I laghi salati, chiamati salinas, il più importante dei quali sono le Salinas Grandes, ricevono la maggior parte del ruscellamento dalle montagne, tranne che nel settore orientale dove le acque alimentano le paludi delle Pampas. Anche se ufficialmente incluse nel bacino del fiume Paraná, nell'attuale situazione climatica le acque delle Sierras non raggiungono mai il fiume nemmeno negli anni più piovosi.